# Litteraturåret 1866

## Händelser
- På bokhandlarmötet lägger Hjalmar Linnström fram manuset i fyra folioband till Svenskt boklexikon. Åren 1830–1865 och inleder därmed en ny era i svensk bibliografi. Verket utges häftesvis 1867–1884.

## Priser och utmärkelser
- Letterstedtska priset för översättningar – Fredrik August Dahlgren för översättningar av Shakespeare, Calderon och Heiberg

## Nya böcker

### Översikter
- Svensk litteratur-tidskrift 1866, utgiven av Carl Rupert Nyblom i Uppsala.

### A – G
- Brand, drama av Henrik Ibsen
- Brott och straff av Fjodor Dostojevskij
- Dikter av Jonas Lie

### H – N
- Havets arbetare av Victor Hugo

### O – Ö
- Spelaren av Fjodor Dostojevskij

## Födda
- 29 januari – Romain Rolland (död 1944), fransk författare och nobelpristagare 1915.
- 2 augusti – Gustaf Janson (död 1913), svensk journalist, målare och författare.
- 12 augusti – Jacinto Benavente (död 1954), spansk författare och nobelpristagare 1922.
- 29 september – Per Hallström (död 1960), svensk författare och översättare, ledamot av Svenska Akademien från 1908.
- 10 oktober – Carlos Arniches (död 1943), spansk dramatiker

## Avlidna
- 26 september – Carl Jonas Love Almqvist (född 1793), svensk författare.